# Drave dorée
Draba aurea
Espèce
La Drave dorée, Draba aurea, est une espèce de plantes à fleurs de la famille des Brassicaceae. C'est une plante herbacée originaire du Groenland et du nord de l’Amérique du Nord.

## Liste des variétés
Selon Tropicos (9 juillet 2014) (Attention liste brute contenant possiblement des synonymes) :
- variété Draba aurea var. aurea
- variété Draba aurea var. aureiformis (Rydb.) O.E. Schulz
- variété Draba aurea var. leiocarpa (Payson & H. St. John) C.L. Hitchc.
- variété Draba aurea var. luteola (Greene) O.E. Schulz
- variété Draba aurea var. stylosa A. Gray